# Cantó de Verny
El cantó de Verny és un cantó francès del departament del Mosel·la, situat al districte de Metz-Campagne. Té 36 municipis i el cap és Verny.

## Municipis
- Buchy
- Cheminot
- Chérisey
- Chesny
- Coin-lès-Cuvry
- Coin-sur-Seille
- Cuvry
- Féy
- Fleury
- Foville
- Goin
- Jury
- Liéhon
- Lorry-Mardigny
- Louvigny
- Marieulles-Vezon
- Marly
- Mécleuves
- Moncheux
- Orny
- Pagny-lès-Goin
- Peltre
- Pommérieux
- Pontoy
- Pouilly
- Pournoy-la-Chétive
- Pournoy-la-Grasse
- Sailly-Achâtel
- Saint-Jure
- Secourt
- Sillegny
- Silly-en-Saulnois
- Solgne
- Verny
- Vigny
- Vulmont

## Història
| Data d'elecció                           | Identitat       | Partit                     | Qualitat |
| ---------------------------------------- | --------------- | -------------------------- | -------- |
| 1945-1958                                | M. Dumont       | Divers droite              |          |
| 1958-1970                                | M. Lespagnol    | Divers droite              |          |
| 1970-1988                                | Jean Walgenwitz | CD, després UDF            |          |
| 1988-2001                                | Gilbert Jansem  | UDF                        |          |
| 2001-                                    | Jean François   | divers droite, després UMP |          |
| les dades anteriors no són pas conegudes |                 |                            |          |
|                                          |                 |                            |          |

## Demografia
| A partir de 1990: Població sense dobles comptes |